# Bakt
El Bakt (o Baqt) fue un tratado entre el reino cristiano de Makuria y los gobernantes musulmanes de Egipto. De una duración de casi siete siglos, se puede considerar el tratado más longevo de la historia. El nombre proviene del término egipcio para trueque o del término grecorromano para pacto.

## Origen
A pesar de su longevidad, los términos del tratado no se conocen con certeza, y casi toda la información sobre él procede de fuentes musulmanas. El Bakt se acordó tras la invasión musulmana de Egipto de 651. Ese año, Abdallah ibn Abi Sarh acaudilló a un ejército contra los reinos cristianos de Nubia. Historiadores islámicos posteriores afirman que la conquista de Nubia no valía la pena y que la expedición era solo un intento de subordinar la región a Egipto. Fuentes anteriores indican, sin embargo, que los ejércitos árabes fueron derrotados en la batalla de Dongola y que firmaron el Bakt cuando se dieron cuenta de que sería difícil conquistar la región. El tratado lo negociaron Abi Sarh y el rey de Makuria Qalidurat.